# Grand Prix-wegrace van Zweden 1961
De Grand Prix-wegrace van Zweden 1961 was de tiende en voorlaatste Grand Prix van het wereldkampioenschap wegrace in het seizoen 1961. De races werden verreden op 17 september 1961 op de Råbelövsbanan, een stratencircuit in Kristianstad. Alle soloklassen kwamen aan de start. De zijspanklasse had haar seizoen al beëindigd. De wereldtitels in de 350cc-klasse en de 500cc-klasse waren al beslist, de 250cc-titel werd hier beslist.

## Algemeen
Nadat het seizoen 1960 was overgeslagen, kwam het WK-circus nu voor de tweede keer naar Zweden. De Grand Prix zou herinnerd worden door de spectaculaire vlucht van de Oost-Duitse coureur Ernst Degner, die in de nacht na de races met hulp van Suzuki-technici naar Denemarken wist te ontsnappen.

## 500cc-klasse
MV Agusta, optredend onder de naam "MV Privat" zou niet naar de GP van Argentinië afreizen en sloot het seizoen in stijl af. Gary Hocking en Mike Hailwood finishten minder dan een seconde achter elkaar, maar derde man Frank Perris had al een ronde achterstand. Perris deed wel goede zaken: hij kreeg in de WK-stand aansluiting bij Bob McIntyre en Alistair King, die ook niet naar Argentinië zouden gaan.
| Pos | Coureur              | Merk      | Tijd      | Punten |
| --- | -------------------- | --------- | --------- | ------ |
| 1   | Gary Hocking         | MV Privat | 1:14"59'8 | 8      |
| 2   | Mike Hailwood        | MV Privat | +0'9      | 6      |
| 3   | Frank Perris         | Norton    | +1 ronde  | 4      |
| 4   | Bert Schneider       | Norton    | +1 ronde  | 3      |
| 5   | Mike Duff            | Matchless | +1 ronde  | 2      |
| 6   | Peter Pawson         | Norton    | +1 ronde  | 1      |
| 7   | Rudolf Thalhammer    | Norton    | +1 ronde  |        |
| 8   | Tommy Robb           | Matchless | +2 ronden |        |
| 9   | Eduard Lenz          | Norton    | +2 ronden |        |
| 10  | Lothar John          | BMW       | +2 ronden |        |
| 11  | Roland Föll          | Matchless | +2 ronden |        |
| 12  | Vernon Cottle        | Norton    | +2 ronden |        |
| 13  | Sven-Olov Gunnarsson | Norton    | +2 ronden |        |
| 14  | Bror-Erland Carlsson | AJS       | +2 ronden |        |
| 15  | Joop Vogelzang       | Norton    | +2 ronden |        |

| Coureur         | Merk      | Oorzaak |
| --------------- | --------- | ------- |
| Alistair King   | Norton    |         |
| Jack Findlay    | Norton    |         |
| Ernst Hiller    | BMW       |         |
| John Farnsworth | Norton    |         |
| Ron Langston    | Matchless |         |

| Coureur              | Merk      | Oorzaak   |
| -------------------- | --------- | --------- |
| Eduardo Salatino     | Norton    |           |
| Jorge Kissling       | Matchless |           |
| Juan Carlos Salatino | Norton    |           |
| Juan Perkins         | Norton    |           |
| Ron Miles (†)        | Norton    | Overleden |
| Tom Phillis          | Norton    |           |
| Fritz Messerli       | Matchless |           |
| Gyula Marsovszky     | Norton    |           |
| Hans-Günter Jäger    | BMW       |           |
| Anssi Resko          | Norton    |           |
| Antoine Paba         | Norton    |           |
| Bob McIntyre         | Norton    |           |
| Peter Chatterton     | Norton    |           |
| Phil Read            | Norton    |           |
| Tom Thorp            | Norton    |           |
| Tony Godfrey         | Norton    |           |
| Alberto Pagani       | Norton    |           |
| Horacio Costa        | Norton    |           |
| Paddy Driver         | Norton    |           |

### Top tien tussenstand 500cc-klasse
| Pos | Coureur                       | Merk                  | Ptn     |
| --- | ----------------------------- | --------------------- | ------- |
| 1   | Gary Hocking (wereldkampioen) | MV Agusta / MV Privat | 48 (56) |
| 2   | Mike Hailwood                 | Norton / MV Privat    | 40 (55) |
| 3   | Bob McIntyre                  | Norton                | 14      |
| 4   | Alistair King                 | Norton                | 13      |
| 5   | Frank Perris                  | Norton                | 12      |
| 6   | Bert Schneider                | Norton                | 9       |
| 7   | Ron Langston                  | Matchless             | 7       |
| 8   | Paddy Driver                  | Norton                | 5       |
| 8   | Mike Duff                     | Matchless             | 5       |
| 10  | Hans-Günter Jäger             | BMW                   | 4       |
| 10  | Antoine Paba                  | Norton                | 4       |
| 10  | Tom Phillis                   | Norton                | 4       |

## 350cc-klasse
In de 350cc-race vielen de MV Privat's van Gary Hocking en Mike Hailwood allebei uit, waardoor Jawa kon toeslaan. František Šťastný won voor teamgenoot Gustav Havel. Tommy Robb, die zijn AJS 7R tijdens de TT van Man naar de 38e plaats had gereden en daarna niet meer in actie was gekomen, werd derde.
| Pos | Coureur           | Merk   | Tijd | Punten |
| --- | ----------------- | ------ | ---- | ------ |
| 1   | František Šťastný | Jawa   |      | 8      |
| 2   | Gustav Havel      | Jawa   |      | 6      |
| 3   | Tommy Robb        | AJS    |      | 4      |
| 4   | Rudi Thalhammer   | Norton |      | 3      |
| 5   | Ron Langston      | AJS    |      | 2      |
| 6   | Mike Duff         | AJS    |      | 1      |

| Coureur       | Merk      | Oorzaak    |
| ------------- | --------- | ---------- |
| Mike Hailwood | MV Privat | Mechanisch |
| Gary Hocking  | MV Privat | Mechanisch |

| Coureur          | Merk   | Oorzaak   |
| ---------------- | ------ | --------- |
| Ralph Rensen (†) | Norton | Overleden |

| Coureur           | Merk    |
| ----------------- | ------- |
| Bert Schneider    | Norton  |
| Frank Perris      | Norton  |
| Hans Pesl         | Norton  |
| Alan Shepherd     | AJS     |
| Alistair King     | Bianchi |
| Bob McIntyre      | Bianchi |
| Derek Minter      | Norton  |
| Phil Read         | Norton  |
| Roy Ingram        | Norton  |
| Ernesto Brambilla | Bianchi |
| Silvio Grassetti  | Benelli |
| Hugh Anderson     | AJS     |

### Top tien eindstand 350cc-klasse
| Pos | Coureur           | Merk                  | Ptn     |
| --- | ----------------- | --------------------- | ------- |
| 1   | Gary Hocking      | MV Agusta / MV Privat | 32 (38) |
| 2   | František Šťastný | Jawa                  | 26 (32) |
| 3   | Gustav Havel      | Jawa                  | 19      |
| 4   | Phil Read         | Norton                | 13      |
| 5   | Bob McIntyre      | Bianchi               | 10      |
| 6   | Rudi Thalhammer   | Norton                | 7       |
| 6   | Ralph Rensen (†)  | Norton                | 7       |
| 8   | Alistair King     | Bianchi               | 6       |
| 9   | Mike Hailwood     | AJS / MV Privat       | 6       |
| 10  | Ernesto Brambilla | Bianchi               | 5       |
| 10  | Alan Shepherd     | AJS                   | 5       |

## 250cc-klasse
In de 250cc-klasse ging het in de WK-stand nog tussen drie coureurs: de officiële fabriekscoureurs Jim Redman en Tom Phillis en privérijder Mike Hailwood, die op dezelfde Honda RC 162 reed, maar die deze machine had moeten huren. Hailwood won de race met een ronde voorsprong op Redman, die slechts vierde werd, terwijl Phillis twee ronden achterstand opliep en zesde werd. Luigi Taveri reed de RC 162 voor het eerst, maar werd er toch tweede mee, voor stalgenoot Kunimitsu Takahashi. Door zijn overwinning was Mike Hailwood zeker van zijn eerste wereldtitel.
| Pos | Coureur             | Merk      | Tijd      | Punten |
| --- | ------------------- | --------- | --------- | ------ |
| 1   | Mike Hailwood       | Honda     | 151"29'4  | 8      |
| 2   | Luigi Taveri        | Honda     | +28'5     | 6      |
| 3   | Kunimitsu Takahashi | Honda     | +1"55'0   | 4      |
| 4   | Jim Redman          | Honda     | +1 ronde  | 3      |
| 5   | František Šťastný   | Jawa      | +2 ronden | 2      |
| 6   | Tom Phillis         | Honda     | +2 ronden | 1      |
| 7   | Werner Spinnler     | Aermacchi | +2 ronden |        |
| 8   | Siegfried Lohmann   | Adler     | +3 ronden |        |
| 9   | Ulf Svensson        | Ducati    | +3 ronden |        |
| 10  | Sture Nilsson       | NSU       | +3 ronden |        |

| Coureur           | Merk      |
| ----------------- | --------- |
| Ernst Degner      | MZ        |
| Hans Fischer      | MZ        |
| Werner Musiol     | MZ        |
| Alan Shepherd     | MZ        |
| Bob McIntyre      | Honda     |
| Dan Shorey        | NSU       |
| John Hartle       | Honda     |
| Silvio Grassetti  | Benelli   |
| Tarquinio Provini | Morini    |
| Fumio Ito         | Yamaha    |
| Naomi Taniguchi   | Honda     |
| Sadao Shimazaki   | Honda     |
| Yoshikazu Sunako  | Yamaha    |
| Gary Hocking      | MV Privat |

### Top tien tussenstand 250cc-klasse
| Pos | Coureur                        | Merk                  | Ptn     |
| --- | ------------------------------ | --------------------- | ------- |
| 1   | Mike Hailwood (wereldkampioen) | Mondial / Honda       | 50 (54) |
| 2   | Jim Redman                     | Honda                 | 39 (47) |
| 3   | Tom Phillis                    | Honda                 | 34 (37) |
| 4   | Kunimitsu Takahashi            | Honda                 | 24      |
| 5   | Bob McIntyre                   | Honda                 | 14      |
| 6   | Silvio Grassetti               | Benelli               | 10      |
| 6   | Tarquinio Provini              | Morini                | 10      |
| 8   | Gary Hocking                   | MV Agusta / MV Privat | 8       |
| 9   | Alan Shepherd                  | MZ                    | 6       |
| 9   | František Šťastný              | Jawa                  | 6       |
| 9   | Luigi Taveri                   | Honda                 | 6       |

## 125cc-klasse
Ernst Degner hoefde slechts in de punten te rijden om wereldkampioen te worden. Tijdens de 125cc-race blies hij echter de motor van zijn MZ RE 125 op. Zijn grootste concurrent Tom Phillis werd echter slechts zesde, waardoor Degner nog steeds aan de leiding van de WK-stand stond. Luigi Taveri won de race voor Kunimitsu Takahashi en Jim Redman. Na Degner's vlucht naar het Westen werd gesuggereerd dat hij zijn eigen motor gesaboteerd had. De voorpagina van Neues Deutschland, de Oost-Duitse staatskrant, was immers al gedrukt en verkondigde het nieuws dat de DDR een wereldkampioen in huis had.
| Pos | Coureur             | Merk   | Tijd      | Punten |
| --- | ------------------- | ------ | --------- | ------ |
| 1   | Luigi Taveri        | Honda  | 46"42'5   | 8      |
| 2   | Kunimitsu Takahashi | Honda  | +22'7     | 6      |
| 3   | Jim Redman          | Honda  | +1"03'0   | 4      |
| 4   | Werner Musiol       | MZ     | +1"09'0   | 3      |
| 5   | Ulf Svensson        | Ducati | +1 ronde  | 2      |
| 6   | Tom Phillis         | Honda  | +2 ronden | 1      |

| Coureur      | Merk | Oorzaak          |
| ------------ | ---- | ---------------- |
| Ernst Degner | MZ   | Motor opgeblazen |

| Coureur          | Merk    | Oorzaak   |
| ---------------- | ------- | --------- |
| Ralph Rensen (†) | Bultaco | Overleden |

| Coureur             | Merk        |
| ------------------- | ----------- |
| Héctor Pochettino   | Bultaco     |
| Hans Fischer        | MZ          |
| Walter Brehme       | MZ          |
| Ricardo Quintanilla | Bultaco     |
| Alan Shepherd       | MZ          |
| Mike Hailwood       | EMC / Honda |
| Phil Read           | EMC         |
| Rex Avery           | EMC         |
| John Grace          | Bultaco     |
| László Szabó        | MZ          |
| Naomi Taniguchi     | Honda       |
| Sadao Shimazaki     | Honda       |
| Teisuke Tanaka      | Honda       |

### Top tien tussenstand 125cc-klasse
| Pos | Coureur             | Merk        | Ptn     |
| --- | ------------------- | ----------- | ------- |
| 1   | Ernst Degner        | MZ          | 42 (45) |
| 2   | Tom Phillis         | Honda       | 41 (48) |
| 3   | Luigi Taveri        | Honda       | 31      |
| 4   | Jim Redman          | Honda       | 27 (31) |
| 5   | Kunimitsu Takahashi | Honda       | 20      |
| 6   | Mike Hailwood       | EMC / Honda | 16      |
| 7   | Alan Shepherd       | MZ          | 12      |
| 8   | Walter Brehme       | MZ          | 7       |
| 9   | Teisuke Tanaka      | Honda       | 6       |
| 10  | Werner Musiol       | MZ          | 5       |

## Trivia

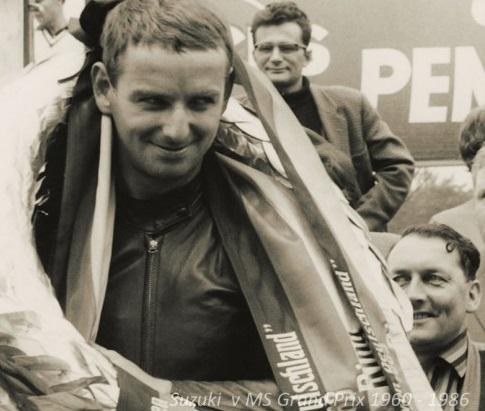
Ernst Degner uit de DDR vluchtte tijdens de Zweedse Grand Prix naar het vrije Westen.

### Degner's vlucht
Ernst Degner was al met de voorbereiding van zijn vlucht begonnen tijdens de TT van Man, toen hij in het Fernleigh hotel in Douglas een bezoek bracht aan de kamer van Suzuki-teammanager Jimmy Matsumiya. Degner zocht financiering voor zijn vlucht uit de DDR en Matsumiya was uit op technische informatie van de snelle MZ-tweetakten. Zo wist Degner dat hij na zijn vlucht gesteund zou worden door Suzuki. De vlucht werd gepland op 13 augustus, de ochtend nadat Ernst de Ulster Grand Prix had gereden. Degner's vrouw Gerda zou met de kinderen de treinverbinding tussen de Sovjet-bezettingszone en het Westen nemen. Juist in die nacht werden echter alle verbindingen tussen de DDR en het Westen afgesloten, waardoor er een nieuw plan moest komen. Degner's vriend Paul Petry kocht een grote, Amerikaanse Lincoln Mercury en bracht in de kofferruimte een geheim compartiment aan. Hij zou Gerda en de kinderen naar het Westen smokkelen, terwijl Ernst na de Zweedse Grand Prix tijdens de thuisreis zou ontsnappen. Het eerste deel van het plan slaagde: Petry verdoofde zowel Gerda als de kinderen en reed met hen naar West-Duitsland terwijl Ernst in Zweden racete. Ernst kon zijn vlucht niet uitstellen uit angst dat de verdwijning van zijn gezin ontdekt zou worden en ontsnapte al tijdens de nacht na de race met hulp van Suzuki-technici. Zij vervoerden Ernst Degner en een koffer vol MZ-onderdelen naar Denemarken, van waaruit Degner naar het Verenigd Koninkrijk reisde. Met hulp van de MZ-techniek van Walter Kaaden begon Degner bij Suzuki de tweetakten te ontwikkelen en al in het seizoen 1962 werd hij met de 50cc-Suzuki RM 62 wereldkampioen.
1930 · 1931 · 1932 · 1933 · 1934 · 1935 · 1936 · 1937 · 1939 · 1949 · 1950 · 1951 · 1952 · 1953 · 1954 · 1955 · 1956 · 1957 · 1958 · 1959 · 1961 · 1970 · 1971 · 1972 · 1973 · 1974 · 1975 · 1976 · 1977 · 1978 · 1979 · 1981 · 1982 · 1983 · 1984 · 1985 · 1986 · 1987 · 1988 · 1989 · 1990